# Leo (film 2023 Kanagaraj)
Leo è un film del 2023 scritto e diretto da Lokesh Kanagaraj.
Interpretato da Vijay, è il terzo film del Lokesh Cinematic Universe dopo Kaiti (2019) e Vikram (2022).

## Trama
La vita di Parthiban, mite padre di famiglia e proprietario di una tavola calda di Theog, viene stravolta dopo che un fatto di cronaca lo porta all'attenzione del malavitoso Antony Das, convinto che lui sia il suo figlio a lungo scomparso, Leo.

## Produzione
Dopo il successo di Master (2021), Seven Screen Studio ha annunciato che avrebbe collaborato nuovamente con Vijay e Lokesh Kanagaraj. Quest'ultimo ha dichiarato di essersi ispirato al film di David Cronenberg A History of Violence.
Il budget del film è stato dai 2,5 ai 3,5 miliardi di rupie, di cui Vijay avrebbe ricevuto 1,2 miliardi come compenso. Alla fine, quest'ultimo ha optato per il modello di ripartizione dei guadagni per venire incontro alla produzione, accettando uno stipendio 500 milioni di rupie in cambio di una percentuale sugli incassi.
Il regista Anurag Kasyap si è offerto di apparire in un cameo poiché fan di Kanagaraj, interpretando un membro traditore del cartello Das che viene ucciso da Leo nel flashback, girando la sua parte in tre ore.

## Colonna sonora
La colonna sonora del film è stata composta da Anirudh Ravichander, alla sua terza collaborazione con Kanagaraj dopo Master (2021) e Vikram (2022) e alla sua quarta con Vijay dopo Katti (2014), Master (2021) e Beast (2022).
L'album è stato pubblicato il 19 ottobre 2023 da Sony Music South, preceduto da tre singoli: il primo, Nā Ready, è stato pubblicato in rete il 22 luglio. Pur totalizzando oltre 20 milioni di visualizzazioni e 1,6 milioni di «Mi piace» su YouTube, un primato per un brano di un film di Kollywood secondo solo ad Arabic Kuttu di Beast, nonché un milione di stream su Spotify India in 24 ore, certi politici hanno condannato il fatto che il personaggio di Vijay fumasse una sigaretta nel video musicale del brano, fornendo così "un cattivo esempio ai giovani": la Commissione Centrale Certificazione Film indiana ha quindi imposto diversi tagli alla produzione, rimuovendo i passaggi più espliciti del brano riguardo alcolismo e tabagismo e tutti i primi piani dove Vijay compariva con una sigaretta in bocca. Il secondo singolo, Badass, è stato pubblicato il 28 settembre, mentre il terzo, Aṉpeṉum, è stato pubblicato l'11 ottobre.

### Tracce
Musiche di Anirudh Ravichander; edizioni musicali Sony Music.
1. Anirudh Ravichander e Siddharth Basrur – Bloody Sweet – 2:49 (testo: Heisenberg)
2. Vijay, Anirudh Ravichander e Asal Kolaar – Nā Ready – 4:07 (testo: Vishnu Edavan e Asal Kolaar)
3. Glimpse of Antony Das – 0:40
4. Anirudh Ravichander e Lothika – Aṉpeṉum – 3:34 (testo: Vishnu Edavan)
5. Glimpse of Harold Das – 0:42
6. Anirudh Ravichander – Badass – 3:39 (testo: Vishnu Edavan)
7. Lokiverse 2.0 – 1:54
8. Anirudh Ravichander e Shakthisree Gopalan – Villain Yāru – 3:06 (testo: Vishnu Edavan)
9. Anirudh Ravichander e Nikhita Gandhi – Ordinary Person – 2:20 (testo: Heisenberg)
10. Anirudh Ravichander – I'm Scared – 2:26 (testo: Heisenberg)
11. Ratata – 2:12

## Promozione
Il teaser trailer del film è stato diffuso in rete il 3 febbraio 2023. Un teaser poster è stato pubblicato il 22 giugno seguente, diventando il teaser poster di un film indiano con più «Mi piace» su Twitter in 24 ore (295 000). La versione in telugu della locandina, pubblicata il 17 settembre, è diventata la locandina di un film indiano ad aver raggiunto più velocemente un milione di «Mi piace» su Instagram (32 minuti). Il primo trailer del film è stato diffuso in rete il 5 ottobre 2023.

## Distribuzione
È stato distribuito nelle sale cinematografiche indiane a partire dal 19 ottobre 2023, anche in IMAX e in versioni doppiate in hindi, telugu, kannada e malayalam.

## Accoglienza

### Incassi
Il film è stato un successo al botteghino, incassando complessivamente 6,2 miliardi di rupie, pari a circa 75 milioni di dollari. È diventato il maggiore incasso dell'anno di Kollywood, nonché il secondo di tutti i tempi dopo 2.0 (2018), oltre al quarto maggior incasso indiano dell'anno e il miglior incasso nella carriera di Vijay.

### Critica
Ha ricevuto recensioni contrastanti da parte della critica.